# Tipula hemapterandra
Tipula hemapterandra är en tvåvingeart som beskrevs av Mario Bezzi 1924. Tipula hemapterandra ingår i släktet Tipula och familjen storharkrankar. Inga underarter finns listade i Catalogue of Life.